# Капустников, Николай Ильич
Николай Ильич Капустников (1922—1945) — советский военнослужащий, участник Великой Отечественной войны, командир эскадрильи 637-го штурмового авиационного Тернопольского ордена Богдана Хмельницкого III степени полка (227-я штурмовая авиационная Бердичевская Краснознамённая дивизия, 8-й штурмовой авиационный корпус, 8-я воздушная армия, 4-й Украинский фронт), лейтенант. Герой Советского Союза (1945).

## Биография
Родился 21 июня 1922 года в посёлке Нижняя Любовша (ныне — Верховского района Орловской области) в крестьянской семье. Русский.
Мать — Агафья Петровна — в двадцать лет осталась без мужа, а сын в 5 лет — без отца. Семья переехала в г. Шахты Ростовской области. В 1938 году Николай работал рабочим Шахтинской мебельной фабрики, посещал аэроклуб. Окончил Ростовский механический техникум в 1940 году, затем работал на заводе в Туле.
Призван в армию в 1941 году Тульским райвоенкоматом. Окончил Ульяновское военное авиационное училище лётчиков в 1943 году. Во Время Великой Отечественной войны в действующей армии — с 1 ноября 1943 года. Сражался в 637-м штурмовом авиационном полку 227-й штурмовой авиационной дивизии 8-го штурмового авиационного корпуса на 1-м и 4-м Украинских фронтах. Летал на штурмовике «Ил-2».
На 1-м Украинском фронте в составе 2-й воздушной армии участвовал в Киевской оборонительной операции (13 ноября — 22 декабря 1943 года), в разгроме фашистских войск на Правобережной Украине — Житомирско-Бердичевской операции (24 декабря 1943 — 14 января 1944 года); Корсунь-Шевченковской операции (24 января — 17 февраля 1944 года); в освобождении Западной Украины и восточных районов Польши — Проскуровско-Черновицкой операции (4 марта — 17 апреля 1944 года); Львовско-Сандомирской стратегической наступательной операции (13 июля — 29 августа 1944 года).
На 4-м Украинском фронте в составе 8-й воздушной армии участвовал в Восточно-Карпатской операции (8 сентября — 28 октября 1944 года) — в преодолении Карпат и освобождении Закарпатской Украины, в Западно-Карпатской наступательной операции (12 января — 18 февраля 1945 года) и освобождении южных районов Польши.
К 16 ноября 1944 года Н. И. Капустников совершил 120 успешных боевых вылетов на штурмовку живой силы и техники противника. Лично им уничтожено: танков — 31, автомашин с войсками и грузом — 74, точек зенитной артиллерии и зенитных пулемётов — 22, блиндажей — 5, артиллерийских орудий — 3, создано до 20 очагов пожара в расположении войск противника, взорвано 2 склада ГСМ и 1 склад боеприпасов. В воздушных боях он сбил 3 самолёта противника, уничтожил 2 самолёта на аэродроме, истребил до 200 вражеских солдат и офицеров.
Старший лейтенант Н. И. Капустников погиб в воздушном бою с истребителями противника над территорией Польши 2 апреля 1945 года. Вместе с ним погиб воздушный стрелок младший сержант А. Н. Кравцов.
Оба похоронены в населённом пункте Градовице, в 9 км северо-восточнее города Зорау (Жары) Любушского воеводства Польши.

## Награды
- Указом Президиума Верховного Совета СССР от 29 июня 1945 года за мужество и героизм, проявленные при нанесении штурмовых ударов по противнику, лейтенанту Капустникову Николаю Ильичу присвоено звание Героя Советского Союза.
- Награждён орденом Ленина (29.6.1945), двумя орденами Красного Знамени (24.01.1944, 21.08.1944), орденом Александра Невского, орденом Отечественной войны 1-й степени (29.03.1944), медалями.

## Память
- Бюст Н. И. Капустникова установлен на Аллее Героев в городском парке города Шахты.